# Визначення діелектричної проникності

Діелектрична проникність визначається порівнянням значень ємності, які визначаються вимірювачем ємності Е8-4 при заповненні повітряного проміжку стандартною пластиною (50х50х5 мм) і пластиною, що випилюється з досліджуваного матеріалу.
Для порошкоподібних проб розроблений спеціальний прилад (рис.), що складається з конденсатора-датчика, об'єднаного з поляризаційним реле. Конденсатор-датчик являє собою два коаксіальних циліндра з латуні, укріплених у фторопластовій основі. Зазор між циліндрами складає 0,3 мм, глибина заповнення порошком — 5 мм.
Фторопластова основа закріплена на корпусі поляризаційного реле, що вібрує з частотою 50 Гц. Ємність між циліндрами вимірюється цифровим вимірювачем ємності, який одночасно фіксує тангенс кута діелектричних втрат. Маса наважки становить 30—100 мг.